# LPGA
LPGA son las siglas en inglés de la Ladies Professional Golf Association, una organización estadounidense para golfistas profesionales femeninas. Tiene su sede en Daytona Beach, Florida. Es conocida como LPGA Tour, y consiste en una serie de torneos para las mejores exponentes del deporte. El calendario de la gira se disputa de febrero a noviembre de cada año. En 2008 los premios en metálico en la LPGA Tour superaron los 58 millones de dólares.
Existen otras giras femeniles alrededor del mundo, como la Ladies European Tour, no obstante, la organización estadounidense es la más grande y conocida. La LPGA también cuenta con clubes femeninos y para la enseñanza del golf profesional. Ésta es una diferencia con su símil masculino, el PGA Tour, que desde 1960 se separó de la organización PGA, que solamente se encarga de organizar el tour profesional.
La LPGA fue fundada en 1950 por un grupo de 13 mujeres, incluyendo a Babe Zaharias. Es la organización profesional deportiva femenina más antigua en Estados Unidos. Michael Whan es el actual comisionado de la LPGA.
Actualmente la mejor golfista del mundo es la taiwanesa Yani Tseng, quien recientemente se convirtió en la golfista más joven (hombre o mujer) en ganar cuatro torneos de Grand Slam, luego de su victoria en el LPGA Championship

## Lista de ganancias y victorias
| Año  | Líder de ganancias | Ganancias (US$) | Más victorias                               |
| ---- | ------------------ | --------------- | ------------------------------------------- |
| 2023 | Lilia Vu           | 3.502.303       | 4: Celine Boutier, Lilia Vu                 |
| 2022 | Lydia Ko           | 4.364.403       | 4: Lydia Ko, Jennifer Kupcho                |
| 2021 | Ko Jin-young       | 3.502.161       | 5: Ko Jin-young                             |
| 2020 | Ko Jin-young       | 1.667.925       | 2: Danielle Kang, Kim Sei-young             |
| 2019 | Ko Jin-young       | 2.773.894       | 4: Ko Jin-young                             |
| 2018 | Ariya Jutanugarn   | 2.743.949       | 3: Ariya Jutanugarn, Sung Hyun Park         |
| 2017 | Sung Hyun Park     | 2.335.883       | 3: Shanshan Feng, In-Kyung Kim              |
| 2016 | Ariya Jutanugarn   | 2.550.928       | 5: Ariya Jutanugarn                         |
| 2015 | Lydia Ko           | 2.800.802       | 5: Lydia Ko, Inbee Park                     |
| 2014 | Stacy Lewis        | 2.539.039       | 3: Lydia Ko, Stacy Lewis, Inbee Park        |
| 2013 | Inbee Park         | 2.456.619       | 6: Inbee Park                               |
| 2012 | Inbee Park         | 2.287.080       | 4: Stacy Lewis                              |
| 2011 | Yani Tseng         | 2.921.713       | 7: Yani Tseng                               |
| 2010 | Na Yeon Choi       | 1.871.166       | 5: Ai Miyazato                              |
| 2009 | Jiyai Shin         | 1.807.334       | 3: Jiyai Shin, Lorena Ochoa                 |
| 2008 | Lorena Ochoa       | 2.754.660       | 7: Lorena Ochoa                             |
| 2007 | Lorena Ochoa       | 4.364.994       | 8: Lorena Ochoa                             |
| 2006 | Lorena Ochoa       | 2.592.872       | 6: Lorena Ochoa                             |
| 2005 | Annika Sörenstam   | 2.588.240       | 10: Annika Sörenstam                        |
| 2004 | Annika Sörenstam   | 2.544.707       | 8: Annika Sörenstam                         |
| 2003 | Annika Sörenstam   | 2.029.506       | 6: Annika Sörenstam                         |
| 2002 | Annika Sörenstam   | 2.863.904       | 11: Annika Sörenstam                        |
| 2001 | Annika Sörenstam   | 2.105.868       | 8: Annika Sörenstam                         |
| 2000 | Karrie Webb        | 1.876.853       | 7: Karrie Webb                              |
| 1999 | Karrie Webb        | 1.591.959       | 6: Karrie Webb                              |
| 1998 | Annika Sörenstam   | 1.092.748       | 4: Annika Sörenstam, Se Ri Pak              |
| 1997 | Annika Sörenstam   | 1.236.789       | 6: Annika Sörenstam                         |
| 1996 | Karrie Webb        | 1.002.000       | 4: Laura Davies, Dottie Pepper, Karrie Webb |
| 1995 | Annika Sörenstam   | 666.533         | 3: Annika Sörenstam                         |
| 1994 | Laura Davies       | 687.201         | 4: Beth Daniel                              |
| 1993 | Betsy King         | 595.992         | 3: Brandie Burton                           |
| 1992 | Dottie Mochrie     | 693.335         | 4: Dottie Mochrie                           |
| 1991 | Pat Bradley        | 763.118         | 4: Pat Bradley, Meg Mallon                  |
| 1990 | Beth Daniel        | 863.578         | 7: Beth Daniel                              |
| 1989 | Betsy King         | 654.132         | 6: Betsy King                               |
| 1988 | Sherri Turner      | 350.851         | 3: Cinco golfistas                          |
| 1987 | Ayako Okamoto      | 466.034         | 5: Jane Geddes                              |
| 1986 | Pat Bradley        | 492.021         | 5: Pat Bradley                              |
| 1985 | Nancy Lopez        | 416.472         | 5: Nancy Lopez                              |
| 1984 | Betsy King         | 266.771         | 4: Patty Sheehan, Amy Alcott                |
| 1983 | JoAnne Carner      | 291.404         | 4: Pat Bradley, Patty Sheehan               |
| 1982 | JoAnne Carner      | 310.400         | 5: JoAnne Carner, Beth Daniel               |
| 1981 | Beth Daniel        | 206.998         | 5: Donna Caponi                             |
| 1980 | Beth Daniel        | 231.000         | 5: Donna Caponi, JoAnne Carner              |
| 1979 | Nancy Lopez        | 197.489         | 8: Nancy Lopez                              |
| 1978 | Nancy Lopez        | 189.814         | 9: Nancy Lopez                              |
| 1977 | Judy Rankin        | 122.890         | 5: Judy Rankin, Debbie Austin               |
| 1976 | Judy Rankin        | 150.734         | 6: Judy Rankin                              |
| 1975 | Sandra Palmer      | 76.374          | 4: Carol Mann, Sandra Haynie                |
| 1974 | JoAnne Carner      | 87.094          | 6: JoAnne Carner, Sandra Haynie             |
| 1973 | Kathy Whitworth    | 82.864          | 7: Kathy Whitworth                          |
| 1972 | Kathy Whitworth    | 65.063          | 5: Kathy Whitworth, Jane Blalock            |
| 1971 | Kathy Whitworth    | 41.181          | 5: Kathy Whitworth                          |
| 1970 | Kathy Whitworth    | 30.235          | 4: Shirley Englehorn                        |
| 1969 | Carol Mann         | 49.152          | 8: Carol Mann                               |
| 1968 | Kathy Whitworth    | 48.379          | 10: Carol Mann, Kathy Whitworth             |
| 1967 | Kathy Whitworth    | 32.937          | 8: Kathy Whitworth                          |
| 1966 | Kathy Whitworth    | 33.517          | 9: Kathy Whitworth                          |
| 1965 | Kathy Whitworth    | 28.658          | 8: Kathy Whitworth                          |
| 1964 | Mickey Wright      | 29.800          | 11: Mickey Wright                           |
| 1963 | Mickey Wright      | 31.269          | 13: Mickey Wright                           |
| 1962 | Mickey Wright      | 21.641          | 10: Mickey Wright                           |
| 1961 | Mickey Wright      | 22.236          | 10: Mickey Wright                           |
| 1960 | Louise Suggs       | 16.892          | 6: Mickey Wright                            |
| 1959 | Betsy Rawls        | 26.774          | 10: Betsy Rawls                             |
| 1958 | Beverly Hanson     | 12.639          | 5: Mickey Wright                            |
| 1957 | Patty Berg         | 16.272          | 5: Betsy Rawls, Patty Berg                  |
| 1956 | Marlene Hagge      | 20.235          | 8: Marlene Hagge                            |
| 1955 | Patty Berg         | 16.492          | 6: Patty Berg                               |
| 1954 | Patty Berg         | 16.011          | 5: Louise Suggs, Babe Zaharias              |
| 1953 | Louise Suggs       | 19.816          | 8: Louise Suggs                             |
| 1952 | Betsy Rawls        | 14.505          | 8: Betsy Rawls                              |
| 1951 | Babe Zaharias      | 15.087          | 7: Babe Zaharias                            |
| 1950 | Babe Zaharias      | 14.800          | 6: Babe Zaharias                            |

## Jugadoras destacadas
| Golfista         | Victorias | Majors | Período   |
| ---------------- | --------- | ------ | --------- |
| Kathy Whitworth  | 88        | 6      | 1962-1985 |
| Mickey Wright    | 82        | 13     | 1956-1973 |
| Annika Sörenstam | 72        | 10     | 1995-2008 |
| Louise Suggs     | 61        | 11     | 1946-1962 |
| Patty Berg       | 60        | 15     | 1937-1962 |
| Betsy Rawls      | 55        | 8      | 1951-1972 |
| Nancy Lopez      | 48        | 3      | 1978-1997 |
| JoAnne Carner    | 43        | 2      | 1969-1985 |
| Sandra Haynie    | 42        | 4      | 1962-1982 |
| Karrie Webb      | 41        | 7      | 1995-2014 |
| Babe Zaharias    | 41        | 10     | 1940-1955 |
| Carol Mann       | 38        | 2      | 1964-1975 |
| Patty Sheehan    | 35        | 6      | 1981-1996 |
| Betsy King       | 34        | 6      | 1984-2001 |
| Beth Daniel      | 33        | 1      | 1979-2003 |
| Pat Bradley      | 31        | 6      | 1976-1995 |
| Juli Inkster     | 31        | 7      | 1983-2006 |
| Amy Alcott       | 29        | 5      | 1975-1991 |
| Jane Blalock     | 27        | 0      | 1970-1985 |
| Lorena Ochoa     | 27        | 2      | 2004-2009 |
| Marlene Hagge    | 26        | 1      | 1952-1972 |
| Judy Rankin      | 26        | 0      | 1968-1979 |
| Se Ri Pak        | 25        | 5      | 1998-2010 |
| Donna Caponi     | 24        | 4      | 1969-1981 |
| Marilynn Smith   | 21        | 2      | 1954-1972 |
| Laura Davies     | 20        | 4      | 1987-2001 |
| Cristie Kerr     | 20        | 2      | 2002-2017 |